# Prusinowo Wałeckie (stacja kolejowa)
Prusinowo Wałeckie – nieistniejąca stacja kolejowa w Prusinowie Wałeckim w Polsce, w województwie zachodniopomorskim, w powiecie wałeckim, w gminie Wałcz.